# Festival Eurovisão da Canção 1968
O Festival Eurovisão da Canção 1968 (em inglês: Eurovision Song Contest 1968 e em francês: Concours Eurovision de la chanson 1968) foi o 13º Festival Eurovisão da Canção e realizou-se a 6 de abril de 1968, em Londres, no Reino Unido. Katie Boyle foi a apresentadora do evento, pela terceira vez na história (já tinha apresentado as edições de 1960 e de 1963), que foi ganho pela canção espanhola "La, la, la" por Massiel. Originalmente, a Espanha seria representada por Joan Manuel Serrat, mas o seu desejo em cantar em catalão (a língua proibida de Francisco Franco) foi uma afronta ao regime ditatorial franquista que jamais permitiria semelhante ousadia. Serrat acabaria por ser substituído por Massiel que cantou a mesma canção em castelhano. Massiel, que estava em turnê no México, só teve 10 dias para se preparar antes do concurso.

## Local

Royal Albert Hall, em Londres, no Reino Unido.

O Festival Eurovisão da Canção 1968 ocorreu em Londres, no Reino Unido, que já tinha sido sede das edições de 1960 e de 1963. Londres é uma das maiores cidades da Europa e já liderou a lista das maiores cidades do mundo. De uma cidade romana chamada Londínio, a capital da região administrativa romana Britannia, a cidade acabou por se tornar o centro do império britânico, contribuindo hoje com 17% do PNB de um país que é a quarta maior economia do mundo. Londres tem sido um dos mais importantes centros da política e do comércio mundiais por quase dois milénios (apesar de a capital de Inglaterra ter sido Winchester durante grande parte da Idade Média).
O festival em si realizou-se no Royal Albert Hall, uma sala de concertos situado na Cidade de Westminster em Londres, a capital e a maior cidade da Inglaterra e do Reino Unido. O Royal Albert Hall é conhecido por ali terem lugar várias exposições de vários artistas de vários géneros, desportos, cerimónias de entrega de prémios, concertos diversos e outros eventos desde a sua abertura em 1871 e tornou-se um dos mais importantes edifícios de Londres.

## Formato
1968 foi a primeira vez em que o Festival Eurovisão da Canção foi transmitido a cores. Os países que o emitiram a cores foram a França (através da Antenne 2), a então Alemanha Ocidental, Países Baixos, a Finlândia, a Noruega, a Suíça, a Suécia e o Reino Unido. A título de curiosidade, em Portugal só no dia 7 de março de 1980 estrearam as emissões regulares a cores, com a transmissão do Festival RTP da Canção desse ano. Também todos os países de leste e a Tunísia transmitiram o festival. Katie Boyle apresentou o festival pela terceira vez.
No primeiro dia de ensaios, um trio de albaneses invadiu o gabinete do chefe de produção da BBC e disseram: "somos albaneses e queremos apresentar a nossa canção ao Festival", proposta que foi de imediato recusada. De repente, começaram a tocar "Congratulations"" em versão jazz. Era apenas uma brincadeira, ou uma jogada de marketing, de alguns responsáveis da BBC.
Pela Jugoslávia, o grupo Dubrovački Trubaduri, apareceu em trajes de jograis medievais. Foi um grupo originalmente formado por seis pessoas. No entanto, o regulamento só permitia que solistas e duplas competissem, então oficialmente cinco foram para Londres, dois deles intérpretes oficiais, Luči Kapurso & Hamo Hajdarhodžić, e os outros três como coristas.
Como acontecia de ano para ano, o número de espetadores aumentou: cerca de 300 milhões de pessoas viram o espetáculo, não só nos países concorrentes como também no leste europeu e na América, onde o certame passou em diferido. Em Portugal, os cafés tornaram a encher para assistir à final.

### Vitória polémica
Em maio de 2008, um documentário do realizador espanhol Montse Fernández Villa 1968. Yo viví el mayo español ("Eu vivi o maio espanhol)", centrado nos efeitos do maio de 1968 na Espanha franquista  alegou que o Festival Eurovisão da Canção 1968 foi fraudado pelo ditador espanhol, o General Francisco Franco, que teria enviado funcionários por toda a Europa oferecendo dinheiro e prometendo comprar séries de televisão e contratar artistas desconhecidos. A alegação foi baseada no testemunho do jornalista José María Íñigo, um funcionário da TVE na época que reclamou que a fraude era de conhecimento geral e sugeriu que a gravadora espanhola da canção de Massiel oferecia-se para lançar álbuns de artistas da então Checoslováquia e da Bulgária (países que na época não faziam parte da União Europeia de Radiodifusão).
O documentário considera que o festival deveria ter sido ganho pela canção do britânica– "Congratulations" interpretada por Cliff Richard – que terminou em segundo lugar a apenas um ponto de distância. Massiel, a intérprete da canção vencedora, sentiu-se ofendida pelas acusações e disse que "outros cantores que eram mais afiados pelo regime franquista teriam sido beneficiados". José María Iñigo, autor da declaração do documentário, defendeu pessoalmente Massiel e disse que ele tinha espalhado o rumor. Tanto Massiel e Iñigo acusaram o canal La Sexta, emissor do documentário, de fabricar o escândalo.

## Visual
O vídeo introdutório começou com uma visão do palco, que se ampliou, revelando a orquestra e o público. A orquestra tocou um cover da música vencedora do ano anterior, "Puppet on a String".
A apresentadora da edição foi novamente Katie Boyle, que apresentava o certame pela terceira vez, depois de 1960 e de 1963. Mais tarde, ela contou que teve de enfrentar a edição toda, pois o seu casamento estava a passar por uma fase difícil e que tinha chorado tanto que no dia do certame ela teve que deitar-se várias horas antes com batatas cruas sobre os olhos.
A orquestra foi conduzida por Norrie Paramor.
A orquestra foi instalada num buraco ao pé do palco, que apresentava três pódios separados, um no centro para os artistas, um à esquerda para os coristas e outro à direita para a apresentadora. Os artistas fizeram a sua apresentação pela parte de trás do palco, passando por uma ampliação metálica e dourada do logótipo da Eurovisão, que serviu de fundo. Atrás do logótipo, uma tela mostrava um retrato dos artistas, antes de tomar tons azulados. A mesa do supervisor executivo foi posto à direita do palco. O palco estava cercado por cortinas azuis claras. Katie apresentou as canções sem aparecer em frente às câmaras.
O intervalo foi preenchido por um vídeo intitulado "Impressions from London". Consistia em vários pontos turísticos da capital britânica, dia e noite, como o Palácio de Westminster, o Big Ben, a Tower Bridge, a Torre de Londres, o Palácio de Buckingham, a Hyde Park, a Catedral de São Paulo, a Abadia de Westminster, a Trafalgar Square e a Piccadilly Circus. O acompanhamento musical foi tocado ao vivo pela orquestra.

## Votação
Mais uma vez os países votaram pela mesma ordem à da sua actuação, algo que foi feito aparentemente para acelarar o espetáculo, pois os países a actuar não podiam (nem podem) atribuir pontos a si mesmo, sendo assim poderiam acabar a sua votação a tempo de serem os primeiros a serem chamados. O sistema de votação foi o mesmo utilizado em edições anteriores, em que cada país tinha um júri composto por dez membros, e cada um desses dez jurados atribuiam um ponto à sua canção preferida.
O supervisor delegado pela UER foi, mais uma vez, Clifford Brown, que teve que intervir, no final da votação.
A votação começou com a França na liderança, antes de ser ultrapassada pelo Reino Unido, sob os aplausos do público. A Espanha gradualmente diminuiu a diferença e ganhou a vitória, depois de um final surpreendente. O penúltimo júri, o júri alemão, concedeu dois votos ao Reino Unido e seis na Espanha. A Espanha então totalizava 29 votos e o Reino Unido 28. Mas o último júri, o júri jugoslavo, não atribuiu nenhum ponto a esses dois países. Houve gritos de surpresa no público. Naquele momento, Clifford Brown pediu a Katie Boyle que se lembrasse do júri jugoslavo que havia concedido uma votação supranumerária. Depois de uma comunicação confusa com Skopje, os resultados foram validados pelo supervisor e Espanha foi proclamada vencedora.
Pela primeira vez desde 1961, nenhum país terminou a votação com "null point".

## Participações individuais
Predefinição:Participações Individuais ESC1968

## Participantes

Países participantes

O processo de seleção de participantes foi realizado nos meses anteriores ao festival. Dos 17 países participantes, 10 organizaram uma final nacional e 7 elegeram seu representante internamente.
Entre os representantes mais conhecidos estavam Wencke Myhre, cantora norueguesa que tentou representar seu país várias vezes e foi finalmente escolhida para representar a Alemanha Ocidental; Isabelle Aubret, vencedora do Festival Eurovisão da Canção 1962; Sergio Endrigo, vencedor do Festival de Sanremo naquele ano; Karel Gott, cantor checoslovaco que representou a Áustria; e Cliff Richard, o grande favorito para ganhar este festival de acordo com uma grande parte da imprensa europeia e que alcançaria uma importante projeção internacional. Uma ainda não muito conhecida Massiel, embora já tivesse dois sucessos no México e participações em outros festivais europeus, se consolidou na Espanha e na América Latina após sua vitória na Eurovisão.
A canção representante do Mónaco, "À chacun sa chanson", participara na final nacional francesa.
| País            | Título original da Canção                    | Artista                          | Processo                                   | Data da Selecção           |
| País            | Tradução em Português                        | Idiomas de Interpretação         | Processo                                   | Data da Selecção           |
| --------------- | -------------------------------------------- | -------------------------------- | ------------------------------------------ | -------------------------- |
| Áustria         | "Tausend fenster"                            | Karel Gott                       | Seleção interna                            | -                          |
| Áustria         | Milhares de janelas                          | Alemão                           | Seleção interna                            | -                          |
| Alemanha        | "Ein Hoch der Liebe"                         | Wencke Myhre                     | Deutsche Vorentscheidung 1968              | 16 de março de de 1968     |
| Alemanha        | Um brinde ao amor                            | Alemão                           | Deutsche Vorentscheidung 1968              | 16 de março de de 1968     |
| Bélgica         | "Quand tu reviendras"                        | Claude Lombard                   | Avant-première Eurovision 1968             | 13 de fevereiro de 1968    |
| Bélgica         | Quando tu voltares                           | Francês                          | Avant-première Eurovision 1968             | 13 de fevereiro de 1968    |
| Estado espanhol | "La, la, la"                                 | Massiel                          | Selecção Interna de 1968                   | -                          |
| Estado espanhol | La, la, la                                   | Castelhano                       | Selecção Interna de 1968                   | -                          |
| Finlândia       | "Kun kello käy"                              | Kristina Hautala                 | Euroviisut 1968                            | 10 de fevereiro de de 1968 |
| Finlândia       | Quando o tempo passa                         | Finlandês                        | Euroviisut 1968                            | 10 de fevereiro de de 1968 |
| França          | "La source"                                  | Isabelle Aubret                  | Sélection française 1968                   | -                          |
| França          | A fonteí                                     | Francês                          | Sélection française 1968                   | -                          |
| Irlanda         | "Chance of a Lifetime"                       | Pat McGeegan                     | Irish Final 1968                           | 3 de março de 1968         |
| Irlanda         | Oportunidade de uma vida                     | Inglês                           | Irish Final 1968                           | 3 de março de 1968         |
| Itália          | "Marianne"                                   | Sergio Endrigo                   | Seleção Interna                            | -                          |
| Itália          | Marianne                                     | Italiano                         | Seleção Interna                            | -                          |
| Iugoslávia      | "Jedan dan" (Један дан)                      | Luči Kapurso & Hamo Hajdarhodžić | Pjesma Eurovizije 1968                     | 25 de fevereiro de 1968    |
| Iugoslávia      | Um dia                                       | Servo-croata                     | Pjesma Eurovizije 1968                     | 25 de fevereiro de 1968    |
| Luxemburgo      | "Nous vivrons d'amour"                       | Chris Baldo & Sophie Garel       | Selecção Interna                           | -                          |
| Luxemburgo      | Nós viveremos de amor                        | Francês                          | Selecção Interna                           | -                          |
| Mónaco          | "À chacun sa chanson"                        | Line & Willy                     | Selecção Interna                           | -                          |
| Mónaco          | A cada uma um a sua canção                   | Francês                          | Selecção Interna                           | -                          |
| Noruega         | "Stress"                                     | Odd Børre                        | Melodi Grand-Prix 1968                     | 3 de março de 1968         |
| Noruega         | Stress                                       | Norueguês                        | Melodi Grand-Prix 1968                     | 3 de março de 1968         |
| Países Baixos   | "Morgen"                                     | Ronnie Tober                     | Nationaal Songfestival 1968                | 28 de fevereiro de 1968    |
| Países Baixos   | Amanhã                                       | Holandês                         | Nationaal Songfestival 1968                | 28 de fevereiro de 1968    |
| Portugal        | "Verão"                                      | Carlos Mendes                    | Grande Prémio TV da Canção Portuguesa 1968 | 4 de março de 1968         |
| Portugal        | Verão                                        | Português                        | Grande Prémio TV da Canção Portuguesa 1968 | 4 de março de 1968         |
| Reino Unido     | "Congratulations"                            | Cliff Richard                    | A Song For Europe 1968                     | 5 de março de 1968         |
| Reino Unido     | Parabéns                                     | Inglês                           | A Song For Europe 1968                     | 5 de março de 1968         |
| Suécia          | "Det börjar verka kärlek, banne mig"         | Claes-Göran Hederström           | Melodifestivalen 1968                      | 9 de março de 1968         |
| Suécia          | Está começando a ver como amor, maldito seja | Sueco                            | Melodifestivalen 1968                      | 9 de março de 1968         |
| Suíça           | "Guardando il sole"                          | Gianni Mascolo                   | Finale suisse 1968                         | 27 de janeiro de 1968      |
| Suíça           | Olhando o sol                                | Italiano                         | Finale suisse 1968                         | 27 de janeiro de 1968      |

## Festival
| #   | País            | Idioma       | Artista                          | Canção                               | Lugar | Pontos |
| --- | --------------- | ------------ | -------------------------------- | ------------------------------------ | ----- | ------ |
| 1º  | Portugal        | Português    | Carlos Mendes                    | "Verão"                              | 11º   | 5      |
| 2º  | Países Baixos   | Holandês     | Ronnie Tober                     | "Morgen"                             | 16º   | 1      |
| 3º  | Bélgica         | Francês      | Claude Lombard                   | "Quand tu reviendras"                | 7º    | 8      |
| 4º  | Áustria         | Alemão       | Karel Gott                       | "Tausend fenster"                    | 13º   | 2      |
| 5º  | Luxemburgo      | Francês      | Chris Baldo & Sophie Garel       | "Nous vivrons d'amour"               | 11º   | 5      |
| 6º  | Suíça           | Italiano     | Gianni Mascolo                   | "Guardando il sole"                  | 13º   | 2      |
| 7º  | Mónaco          | Francês      | Line & Willy                     | "À chacun sa chanson"                | 7º    | 8      |
| 8º  | Suécia          | Sueco        | Claes-Göran Hederström           | "Det börjar verka kärlek, banne mig" | 5º    | 15     |
| 9º  | Finlândia       | Finlandês    | Kristina Hautala                 | "Kun kello käy"                      | 16º   | 1      |
| 10º | França          | Francês      | Isabelle Aubret                  | "La source"                          | 3º    | 20     |
| 11º | Itália          | Italiano     | Sergio Endrigo                   | "Marianne"                           | 10º   | 7      |
| 12º | Reino Unido     | Inglês       | Cliff Richard                    | "Congratulations"                    | 2º    | 28     |
| 13º | Noruega         | Norueguês    | Odd Børre                        | "Stress"                             | 13º   | 2      |
| 14º | Irlanda         | Inglês       | Pat McGeegan                     | "Chance of a Lifetime"               | 4º    | 18     |
| 15º | Estado espanhol | Castelhano   | Massiel                          | "La, la, la"                         | 1º    | 29     |
| 16º | Alemanha        | Alemão       | Wencke Myhre                     | "Ein Hoch der Liebe"                 | 6º    | 11     |
| 17º | Iugoslávia      | Servo-croata | Luči Kapurso & Hamo Hajdarhodžić | "Jedan dan" (Један дан)              | 7º    | 8      |

### Resultados
A ordem de votação no Festival Eurovisão da Canção 1968, foi a seguinte:

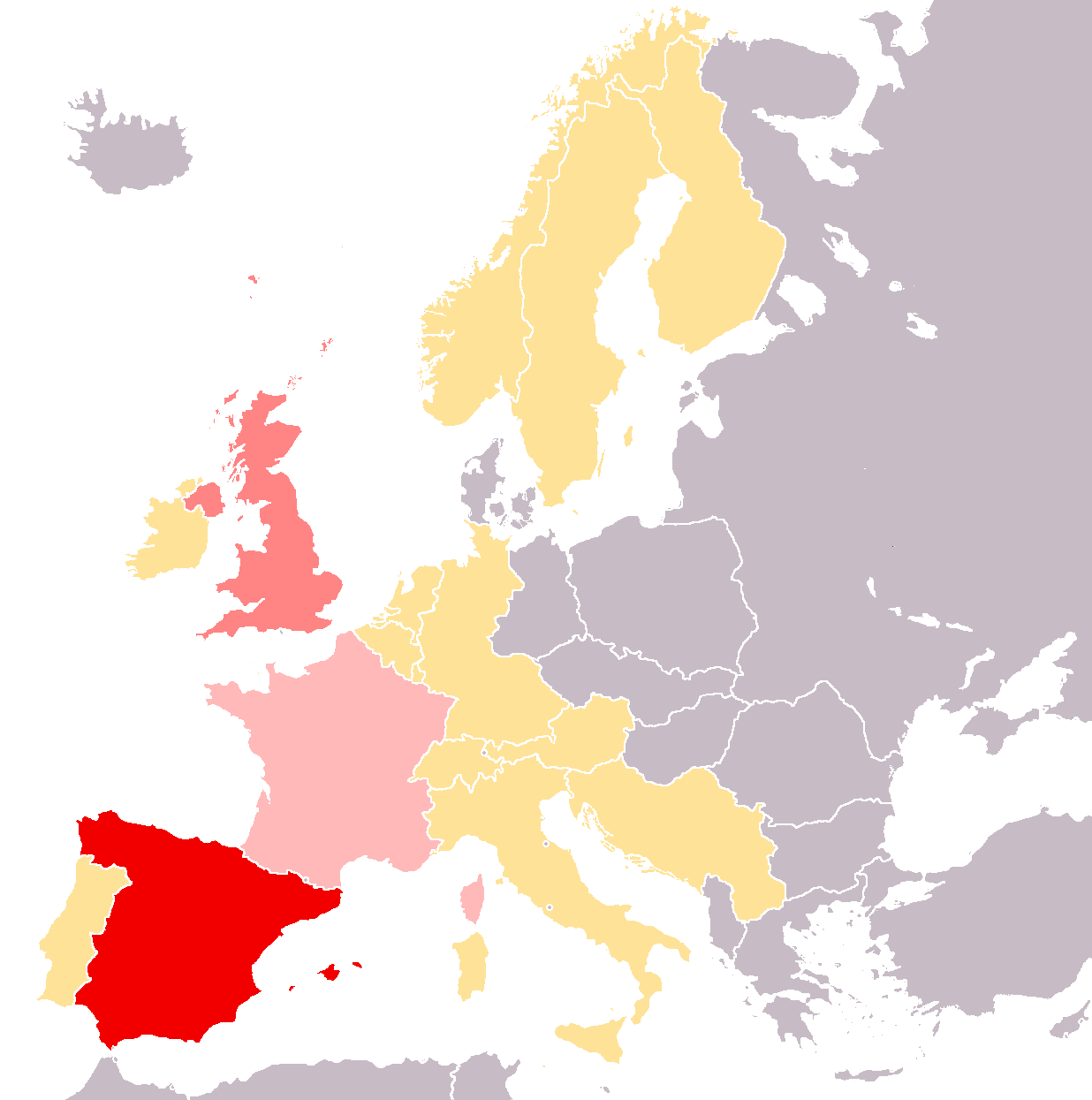
Vencedor
2º classificado
3º classificado

| Países Votantes | Países Pontuados | Países Pontuados | Países Pontuados | Países Pontuados | Países Pontuados | Países Pontuados | Países Pontuados | Países Pontuados | Países Pontuados | Países Pontuados | Países Pontuados | Países Pontuados | Países Pontuados | Países Pontuados     | Países Pontuados | Países Pontuados | Países Pontuados                              |
| --------------- | ---------------- | ---------------- | ---------------- | ---------------- | ---------------- | ---------------- | ---------------- | ---------------- | ---------------- | ---------------- | ---------------- | ---------------- | ---------------- | -------------------- | ---------------- | ---------------- | --------------------------------------------- |
| Países Votantes | Portugal         | Países Baixos    | Bélgica          | Áustria          | Luxemburgo       | Suíça            | Mónaco           | Suécia           | Finlândia        | França           | Itália           | Reino Unido      | Noruega          | República da Irlanda | Espanha          | Alemanha         | República Socialista Federativa da Iugoslávia |
| Portugal        |                  |                  | 1                |                  |                  |                  |                  | 1                |                  |                  | 1                | 1                |                  | 1                    | 4                |                  | 1                                             |
| Países Baixos   |                  |                  |                  |                  | 1                |                  | 2                | 1                |                  | 3                |                  | 2                |                  | 1                    |                  |                  |                                               |
| Bélgica         |                  |                  |                  |                  |                  |                  |                  |                  |                  | 6                |                  | 2                |                  | 1                    |                  |                  | 1                                             |
| Áustria         |                  |                  |                  |                  | 1                |                  |                  |                  |                  | 2                |                  |                  |                  | 4                    | 2                |                  | 1                                             |
| Luxemburgo      |                  |                  |                  |                  |                  |                  | 1                |                  |                  | 3                |                  | 1                | 1                | 1                    | 1                | 1                | 1                                             |
| Suíça           |                  |                  |                  |                  |                  |                  |                  |                  |                  | 3                | 2                | 4                |                  |                      |                  | 1                |                                               |
| Mónaco          |                  |                  |                  |                  | 1                |                  |                  |                  |                  |                  |                  | 5                |                  |                      | 4                |                  |                                               |
| Suécia          |                  |                  |                  |                  |                  |                  |                  |                  |                  | 1                |                  | 3                |                  | 4                    |                  | 2                |                                               |
| Finlândia       |                  |                  | 1                |                  |                  |                  | 3                | 1                |                  |                  |                  | 2                |                  |                      | 3                |                  |                                               |
| França          |                  |                  | 1                |                  | 1                |                  |                  |                  |                  |                  |                  | 4                |                  |                      | 4                |                  |                                               |
| Itália          |                  | 1                | 3                |                  |                  |                  |                  |                  |                  | 2                |                  | 1                |                  |                      | 3                |                  |                                               |
| Reino Unido     |                  |                  | 1                |                  | 1                |                  | 1                | 2                |                  |                  |                  |                  |                  |                      |                  | 5                |                                               |
| Noruega         | 2                |                  |                  |                  |                  |                  |                  | 6                | 1                |                  |                  |                  |                  |                      | 1                |                  |                                               |
| Irlanda         |                  |                  |                  |                  |                  |                  | 1                | 4                |                  |                  |                  | 1                |                  |                      | 1                |                  | 3                                             |
| Estado espanhol | 3                |                  | 1                |                  |                  |                  |                  |                  |                  |                  | 2                |                  | 1                |                      |                  | 2                | 1                                             |
| Alemanha        |                  |                  |                  | 2                |                  |                  |                  |                  |                  |                  |                  | 2                |                  |                      | 6                |                  |                                               |
| Iugoslávia      |                  |                  |                  |                  |                  | 2                |                  |                  |                  |                  | 2                |                  |                  | 6                    |                  |                  |                                               |
| Total           | 5                | 1                | 8                | 2                | 5                | 2                | 8                | 15               | 1                | 20               | 7                | 28               | 2                | 18                   | 29               | 11               | 8                                             |
| Lugar           | 11º              | 16º              | 7º               | 13º              | 11º              | 13º              | 7º               | 5º               | 16º              | 3º               | 10º              | 2º               | 13º              | 4º                   | 1º               | 6º               | 7º                                            |
| Países Votantes | Portugal         | Países Baixos    | Bélgica          | Áustria          | Luxemburgo       | Suíça            | Mónaco           | Suécia           | Finlândia        | França           | Itália           | Reino Unido      | Noruega          | República da Irlanda | Espanha          | Alemanha         | República Socialista Federativa da Iugoslávia |
| Países Votantes | Países Pontuados |                  |                  |                  |                  |                  |                  |                  |                  |                  |                  |                  |                  |                      |                  |                  |                                               |

| Países Votantes | Países Pontuados | Países Pontuados | Países Pontuados | Países Pontuados | Países Pontuados | Países Pontuados | Países Pontuados | Países Pontuados | Países Pontuados | Países Pontuados | Países Pontuados | Países Pontuados | Países Pontuados | Países Pontuados     | Países Pontuados | Países Pontuados | Países Pontuados                              |
| --------------- | ---------------- | ---------------- | ---------------- | ---------------- | ---------------- | ---------------- | ---------------- | ---------------- | ---------------- | ---------------- | ---------------- | ---------------- | ---------------- | -------------------- | ---------------- | ---------------- | --------------------------------------------- |
| Países Votantes | Portugal         | Países Baixos    | Bélgica          | Áustria          | Luxemburgo       | Suíça            | Mónaco           | Suécia           | Finlândia        | França           | Itália           | Reino Unido      | Noruega          | República da Irlanda | Espanha          | Alemanha         | República Socialista Federativa da Iugoslávia |
| Portugal        | 0                | 0                | 1                | 0                | 0                | 0                | 0                | 1                | 0                | 0                | 1                | 1                | 0                | 1                    | 4                | 0                | 1                                             |
| Países Baixos   | 0                | 0                | 1                | 0                | 1                | 0                | 2                | 2                | 0                | 3                | 1                | 3                | 0                | 2                    | 4                | 0                | 1                                             |
| Bélgica         | 0                | 0                | 1                | 0                | 1                | 0                | 2                | 2                | 0                | 9                | 1                | 5                | 0                | 3                    | 4                | 0                | 2                                             |
| Áustria         | 0                | 0                | 1                |                  | 2                | 0                | 2                | 2                | 0                | 11               | 1                | 5                | 0                | 7                    | 6                | 0                | 3                                             |
| Luxemburgo      | 0                | 0                | 1                | 0                | 2                | 0                | 3                | 2                | 0                | 14               | 1                | 6                | 1                | 8                    | 7                | 1                | 4                                             |
| Suíça           | 0                | 0                | 1                | 0                | 2                | 0                | 3                | 2                | 0                | 17               | 3                | 10               | 1                | 8                    | 7                | 2                | 4                                             |
| Mónaco          | 0                | 0                | 1                | 0                | 3                | 0                | 3                | 2                | 0                | 17               | 3                | 15               | 1                | 8                    | 11               | 2                | 4                                             |
| Suécia          | 0                | 0                | 1                | 0                | 3                | 0                | 3                | 2                | 0                | 18               | 3                | 18               | 1                | 12                   | 11               | 4                | 4                                             |
| Finlândia       | 0                | 0                | 2                | 0                | 3                | 0                | 6                | 3                | 0                | 18               | 3                | 20               | 1                | 12                   | 14               | 4                | 4                                             |
| França          | 0                | 0                | 3                | 0                | 4                | 0                | 6                | 3                | 0                | 18               | 3                | 24               | 1                | 12                   | 18               | 4                | 4                                             |
| Itália          | 0                | 1                | 6                | 0                | 4                | 0                | 6                | 3                | 0                | 20               | 3                | 25               | 1                | 12                   | 21               | 4                | 4                                             |
| Reino Unido     | 0                | 1                | 7                | 0                | 5                | 0                | 7                | 5                | 0                | 20               | 3                | 25               | 1                | 12                   | 21               | 9                | 4                                             |
| Noruega         | 2                | 1                | 7                | 0                | 5                | 0                | 7                | 11               | 1                | 20               | 3                | 25               | 1                | 12                   | 22               | 9                | 4                                             |
| Irlanda         | 2                | 1                | 7                | 0                | 5                | 0                | 8                | 15               | 2                | 20               | 3                | 26               | 1                | 12                   | 23               | 9                | 7                                             |
| Estado espanhol | 5                | 1                | 8                | 0                | 5                | 0                | 8                | 15               | 2                | 20               | 5                | 26               | 2                | 12                   | 23               | 11               | 8                                             |
| Alemanha        | 5                | 1                | 8                | 2                | 5                | 0                | 8                | 15               | 2                | 20               | 5                | 28               | 2                | 12                   | 29               | 11               | 8                                             |
| Iugoslávia      | 5                | 1                | 8                | 2                | 5                | 2                | 8                | 15               | 2                | 20               | 7                | 28               | 2                | 18                   | 29               | 11               | 8                                             |
| Lugar           | 11º              | 16º              | 7º               | 13º              | 11º              | 13º              | 7º               | 5º               | 16º              | 3º               | 10º              | 2º               | 13º              | 4º                   | 1º               | 6º               | 7º                                            |
| Países Votantes | Portugal         | Países Baixos    | Bélgica          | Áustria          | Luxemburgo       | Suíça            | Mónaco           | Suécia           | Finlândia        | França           | Itália           | Reino Unido      | Noruega          | República da Irlanda | Espanha          | Alemanha         | República Socialista Federativa da Iugoslávia |
| Países Votantes | Países Pontuados |                  |                  |                  |                  |                  |                  |                  |                  |                  |                  |                  |                  |                      |                  |                  |                                               |

### Maestros
Em baixo encontra-se a lista de maestros que conduziram a orquestra, na respectiva actuação de cada país concorrente.
| País              | Maestro               |
| ----------------- | --------------------- |
| Portugal          | Joaquim Luís Gomes    |
| Países Baixos     | Dolf van der Linden   |
| Bélgica           | Henri Segers          |
| Áustria           | Robert Opratko        |
| Luxemburgo        | André Borly           |
| Suíça             | Mario Robbiani        |
| Mónaco            | Michel Colombier      |
| Suécia            | Mats Olsson           |
| Finlândia         | Ossi Runne            |
| França            | Alain Goraguer        |
| Itália            | Giancarlo Chiaramello |
| Reino Unido       | Norrie Paramor        |
| Noruega           | Øivind Bergh          |
| Irlanda           | Noel Kelehan          |
| Estado espanhol   | Rafael Ibarbia        |
| Alemanha          | Horst Jankowski       |
| Iugoslávia        | Miljenko Prohaska     |
| Maestro anfitrião | Norrie Paramor        |

## Artistas repetentes
Em 1967, os repetentes foram:
| País (1967) | Foto | Artista         | Ano Anterior | País Representado | Canção             | Tradução         | Pontuação | Classificação |
| ----------- | ---- | --------------- | ------------ | ----------------- | ------------------ | ---------------- | --------- | ------------- |
| França      |      | Isabelle Aubret | ESC 1962     | França            | "Un premier amour" | Um primeiro amor | 26        | 1º            |

## Transmissão do Festival

### Países participantes
| País          | Canal                   | Comentador(es)            | Porta-voz                      |
| ------------- | ----------------------- | ------------------------- | ------------------------------ |
| Portugal      | RTP                     | Fialho Gouveia            | Maria Manuela Furtado          |
| Países Baixos | Nederland 1             | Elles Berger              | Willem Duys                    |
| Bélgica       | RTB                     | Janine Lambotte           | André Hagon                    |
| Bélgica       | BRT                     | Herman Verelst            | André Hagon                    |
| Áustria       | ORF                     | Emil Kollpacher           | TBC                            |
| Luxemburgo    | Télé-Luxembourg         | Jacques Navadic           | TBC                            |
| Suíça         | TV DRS                  | Theodor Haller            | Alexandre Burger               |
| Suíça         | TSR                     | Georges Hardy             | Alexandre Burger               |
| Suíça         | TSI                     | Giovanni Bertini          | Alexandre Burger               |
| Mónaco        | Télé Monte Carlo        | Pierre Tchernia           | TBC                            |
| Suécia        | Sveriges Radio-TV       | Christina Hansegård       | Edvard Matz                    |
| Finlândia     | TV-ohjelma 1            | Aarno Walli               | Poppe Berg                     |
| França        | Deuxième Chaîne ORTF    | Pierre Tchernia           | TBC                            |
| Itália        | Secondo Programma       | Renato Tagliani           | Mike Bongiorno                 |
| Reino Unido   | BBC1                    | Sem commentador           | Michael Aspel                  |
| Reino Unido   | BBC Radio 1             | Pete Murray               | Michael Aspel                  |
| Noruega       | NRK                     | Roald Øyen                | Sverre Christophersen          |
| Irlanda       | RTÉ Television          | Brendan O'Reilly          | Gay Byrne                      |
| Irlanda       | Radio Éireann           | Kevin Roche               | Gay Byrne                      |
| Espanha       | TVE1                    | Federico Gallo            | Joaquín Prat                   |
| Alemanha      | ARD Deutsches Fernsehen | Hans-Joachim Rauschenbach | Hans-Otto Grünefeldt           |
| Iugoslávia    | Televizija Beograd      | Miloje Orlović            | Snežana Lipkovska-Hadžinaumova |
| Iugoslávia    | Televizija Zagreb       | Mladen Delić              | Snežana Lipkovska-Hadžinaumova |
| Iugoslávia    | Televizija Ljubljana    | Tomaž Terček              | Snežana Lipkovska-Hadžinaumova |

### Países não participantes
| País              | Canal                   | Comentador(es) |
| ----------------- | ----------------------- | -------------- |
| Bulgária          | BNT 1                   | TBC            |
| Checoslováquia    | Československá televize | TBC            |
| Alemanha Oriental | Deutscher Fernsehfunk   | TBC            |
| Hungria           | MTV                     | TBC            |
| Polónia           | TVP                     | TBC            |
| Roménia           | TVR                     | TBC            |
| União Soviética   | CT USSR                 | TBC            |
| Tunísia           | ERTT                    | TBC            |